# Chechu Villaldea
José Villaldea Garrido (n. Gijón, España; 4 de agosto de 1966) es un exjugador y actual entrenador de balonmano español. Cuando estaba en activo, ocupaba posiciones de primera línea, preferentemente la de central y la de lateral derecho, haciendo valer su corpulencia (188 cm de altura y 93 kg de peso).
Villaldea comenzó su carrera como jugador en Gijón, en la cantera del CODEMA y más tarde jugando con el RGCC. Más tarde fichó por el Teka Santander en la temporada 1987/88, donde militó hasta el año 1992. Tras un breve periplo en las filas del San Antonio en la campaña 1992/93, regresó de nuevo al Teka hasta el 96; con el conjunto cántabro consiguió varios títulos, entre los cuales destaca el de Campeón de Europa. Posteriormente, volvió al Portland hasta su retiro en 2000, no sin antes conquistar la Copa del Rey en 1999. 
Como técnico, Villaldea estuvo dos años al frente del Covadonga y el Naranco, ambos equipos de División de Honor B y, posteriormente, se hizo cargo de la selección nacional júnior. Desde agosto de 2008 ejerce como primer entrenador del Portland San Antonio, en sustitución de Javier Cabanas.
Ahora ejerce de entrenador del Grupo de Cultura Covadonga en División de honor B

## Trayectoria como jugador
| Temporadas        | Club                 | Liga              | País   |
| ----------------- | -------------------- | ----------------- | ------ |
| 1984/85           | Lagisa Grupo         | Primera División  | España |
| 1985/86 - 1986/87 | Lagisa Naranco       | División de Honor | España |
| 1987/88 - 1991/92 | Teka Santander       | Liga ASOBAL       | España |
| 1992/93           | Portland San Antonio | Liga ASOBAL       | España |
| 1993/94 - 1995/96 | Teka Santander       | Liga ASOBAL       | España |
| 1996/97 - 1999/00 | Portland San Antonio | Liga ASOBAL       | España |

## Palmarés como jugador

### Selección nacional
| Año  | Título            | Campeonato                                |
| ---- | ----------------- | ----------------------------------------- |
| 1990 | Medalla de Bronce | Goodwill Games en Seattle                 |
| 1987 | Medalla de Bronce | Juegos del Mediterráneo en Latakia        |
| 1987 | Medalla de Plata  | Campeonato del Mundo Júnior en Yugoslavia |

Además, consiguió:
- 5º puesto en el Campeonato del Mundo de Suecia '93
- 5º puesto en el Campeonato de Europa de Portugal '94

### Clubes
| Año       | Club                 | Título     | Campeonato       |
| --------- | -------------------- | ---------- | ---------------- |
| 2000      | Portland San Antonio | Campeón    | Recopa de Europa |
| 2000      | Portland San Antonio | Subcampeón | Supercopa        |
| 1999-2000 | Portland San Antonio | Subcampeón | Liga ASOBAL      |
| 1999      | Portland San Antonio | Campeón    | Copa del Rey     |
| 1998      | Portland San Antonio | Subcampeón | Copa del Rey     |
| 1997-1998 | Portland San Antonio | Subcampeón | Liga ASOBAL      |
| 1995-1996 | Teka Santander       | Subcampeón | Recopa de Europa |
| 1995      | Teka Santander       | Campeón    | Supercopa        |
| 1995      | Teka Santander       | Campeón    | Copa del Rey     |
| 1993-1994 | Teka Santander       | Campeón    | Liga ASOBAL      |
| 1993-1994 | Teka Santander       | Campeón    | Copa de Europa   |
| 1992      | Teka Santander       | Campeón    | Copa ASOBAL      |
| 1991-1992 | Teka Santander       | Subcampeón | Copa de Europa   |
| 1991      | Teka Santander       | Campeón    | Copa ASOBAL      |
| 1991      | Teka Santander       | Subcampeón | Supercopa        |
| 1989-1990 | Teka Santander       | Campeón    | Recopa de Europa |
| 1989      | Teka Santander       | Campeón    | Copa del Rey     |

## Reconocimientos individuales
- Máximo goleador de la Liga ASOBAL en 1997